# Lý Thân vương (Dận Đào)
Hòa Thạc Lý Thân vương (chữ Hán: 和碩履親王, tiếng Mãn: ᡥᠣᡧᠣᡳ 
ᡩᠣᡵᠣᠯᠣᠨ 
ᠴᡳᠨ ᠸᠠᠩ, Möllendorff: Hošoi dorolon cin wang), là tước vị truyền đời của nhà Thanh trong lịch sử Trung Quốc.

## Khái quát
Thủy tổ của Lý vương phủ là Dận Đào - Hoàng thập nhị tử của Khang Hi Đế. Năm Khang Hi thứ 48 (1709), Dận Đào được phong làm Bối tử. Năm thứ 61 (1722), ông được tấn phong Gia Quận vương (嘉郡王). Năm Ung Chính thứ nhất (1723), ông bị hàng tước xuống Bối tử, năm sau lại bị hàng xuống Trấn quốc công. Đến năm thứ 8 (1730), ông được phục phong Lý Quận vương (履郡王). Năm thứ 13 (1735), ông được tấn phong Lý Thân vương. Năm Càn Long thứ 28 (1763), Dận Đào qua đời, thọ 79 tuổi, được truy thụy là Lý Ý Thân vương.
Dận Đào qua đời mà không có con trai thừa kế, vì vậy Càn Long đã cho con trai thứ tư của mình là Hoàng tứ tử Vĩnh Thành quá kế thừa tự Lý vương phủ.
Vì Lý vương phủ không phải Thiết mạo tử vương nên các đời sau tập tước đều lần lượt bị hàng xuống một bậc. Tổng cộng truyền qua 8 thế hệ.

### Ý nghĩa phong hiệu
Phong hiệu ban đầu của Dận Đào là 「Gia」, sau cải thành 「Lý」, tuy nhiên cả hai đều có Mãn văn là 「dorolon」, ý nghĩa là "lễ nghi, điển lễ", đây là một lệ tương đối đặc thù của nhà Thanh.

### Chi hệ
Dận Đào có tất cả sáu con trai nhưng ngoại trừ con trai thứ năm là Hoằng Côn, còn lại đều chết yểu, mà Hoằng Côn cũng qua đời khi chưa được 12 tuổi. Thời Khang Hi, Khang Hi Đế từng rất buồn phiền về việc Dận Đào không có người nối dõi (3 người con trai đầu của Dận Đào sinh vào những năm Khang Hi đều chết yểu, người con thứ tư đến thời Ung Chính mới ra đời), vì vậy liền đem Vĩnh Tú (永琇) - cháu nội của Phế Thái tử Dận Nhưng - cho ông nuôi dưỡng. Nhưng Vĩnh Tú cũng qua đời năm 26 tuổi mà không có con trai nối dõi. Vì vậy đến tận khi Dận Đào qua đời, ông vẫn không có người thừa tự.
4 tháng sau khi Dận Đào qua đời, Càn Long Đế khâm mệnh Hoàng tứ tử Vĩnh Thành quá kế thừa tự Dận Đào, với tư cách là thừa kế tôn, trong Ái Tân Giác La Tông phổ ghi chép dưới danh nghĩa con trai trưởng chết yểu của Dận Đào.
Nhưng có một sự trùng hợp là, Vĩnh Thành cũng có tất cả sáu con trai, ngoài trừ con trai trưởng Miên Huệ sống đến 33 tuổi, còn lại 5 người con trai khác đều chết yểu, hơn nữa Miên Huệ cũng vô tự, chỉ có thể nhận Dịch Luân - cháu nội của Thành Triết Thân vương Vĩnh Tinh - làm con thừa tự. Vì vậy sau 2 lần tuyệt tự, cuối cùng Lý vương phủ do hậu duệ của Thành vương phủ kế tục.
Tuy nhiên đến đời thứ 5 là Bối tử Tái Phần, Lý vương phủ lại một lần nữa gặp cảnh tuyệt tự lần thứ 3. Đại tông đời thứ 4 là Bối lặc Dịch Luân có tất cả 13 con trai, con trai thứ 11 là Tái Hoa được đưa sang thừa tự Thận vương phủ nhưng sau lại bị cách tước quy tông, lại đưa con trai thứ 9 là Tái Cương sang thừa tự tập tước đại tông.
Về sau, đại tông đời thứ 5 cũng là con trai thứ 10 của Dịch Luân là Tái Phần vô tự, vì vậy liền nhận Phổ Mậu - con trai thứ ba của Tái Cương, người đã quá kế trở thành Đại tông của Thận vương phủ - làm con thừa tự, lúc này mới hóa giải được tình cảnh lúng túng tuyệt tự lần thứ 3.
Tuy nhiên sau đó, đại tông đời thứ 8 là Dục Xương lại một lần nữa tuyệt tự, Đại tông nhiều lần tuyệt tự như vậy thực sự hiếm có trong Tông thất nhà Thanh.

### Kỳ tịch
Dận Đào được phong tước thời Khang Hi đã có được Kỳ phân của riêng mình, được phân vào Tương Bạch kỳ. Khác với những người anh lớn như Dận Chân, Dận Hựu, Dận Tự, phương thức ông được phong nhập kỳ lại tương tự với Dận Ngã, tức lúc phong tước hoàn toàn không mang theo Kỳ phân từ Thượng Tam kỳ, mà là hoàn toàn chiếm lấy Tá lĩnh của các Vương công Hạ Ngũ kỳ khác. Cuối cùng, hậu duệ Lý vương phủ thuộc Tả dực Cận chi Tương Bạch kỳ đệ nhất tộc, cùng tộc phân với Túc vương phủ (hậu duệ Hào Cách), Dận Kì, Hằng vương phủ (hậu duệ Dận Kỳ), Thuần vương phủ (hậu duệ Dịch Hoàn), Nghi vương phủ (hậu duệ Vĩnh Tuyền), Đôn vương phủ (hậu duệ Miên Khải).

### Địa vị
Trong số các Hoàng tử của Khang Hi, Dận Đào có thể xem như tương đối được yêu thích. Lúc thay quyền quản lý Nội vụ phủ đã được Khang Hi Đế khen ngợi. Đến cuối những năm Khang Hi, ông lại cùng Ung Thân vương (tức Ung Chính Đế) và Thế tử Hoằng Thịnh (con trai của Dận Chỉ) được phái đi tế bái Thịnh Kinh Tam lăng. Mặc dù sau đó bị chèn ép trong những năm Ung Chính nhưng lại được khôi phục địa vị vào thời Càn Long. Theo ghi chép có thể thấy được, Dận Đào là một người rất có năng lực, tuy nhiên về sau vì không có người nối dõi, tông chi cũng dần dần suy sụp.

### Phủ đệ
Phủ đệ của Dận Đào nằm ở ngõ nhõ Châm Tuyến, phía bắc của Đông Trực môn, ngay sát bên phủ đệ của Thành Bối lặc Dận Kỳ. Phủ đệ có cửa chính 5 gian, chính điện 7 gian, phối phòng Đông-Tây 5 gian, hậu điện 3 gian, hậu tẩm điện 5 gian, dãy nhà sau 5 gian.
Đến thời Quang Tự, vì Đông Chính giáo đường ở gần đó bị Nghĩa Hòa đoàn phá hủy, gặp phải sự báo thù của quân Nga, Vương phủ bị đốt. Đại tông của Lý vương phủ sau đó chuyển đến đường lớn Mã Thị, nằm ở cửa Tây của Long Phúc tự, nguyên là Thực công phủ.

### Viên tẩm
Mộ phần của Dận Đào còn được xưng là "Thập Nhị lăng", nằm ở bên ngoài Đông Trực môn, phía Đông Nam của Tam Nguyên am. Về sau đại tông đời cuối là Phổ Thực di chuyển linh cữu đến nơi khác, hiện nay không còn di tích gì.
Mộ phần của Vĩnh Thành còn được xưng là "Tứ gia phần", nằm ở phía tây Tần thành của khu Xương Bình, về sau cũng bị Phổ Thực di chuyển linh cữu đi, hiện nay chỉ còn lại Đà Long bi.

## Lý Thân vương
1. Lý Ý Thân vương Dận Đào
1686 - 1709 - 1763
2. Lý Đoan Thân vương Vĩnh Thành
1749 - 1763 - 1777
3. Lý Quận vương Miên Huệ
1764 - 1777 - 1796
4. Bối lặc Dịch Luân
 1790 - 1796 - 1836
5. Bối tử Tái Phần
1825 - 1836 - 1853
6. Phụng ân Trấn quốc công Phổ Mậu
1850 - 1854 - 1882
7. Phụng ân Trấn quốc công Dục Xương
1878 - 1882 - 1885
8. Phụng ân Trấn quốc công Phổ Thực
1882 - 1885 - 1936

### Hoằng Côn chi hệ
- Truy phong: Lý Thân vương Thế tử Hoằng Côn (弘昆), con trai thứ năm của Dận Đào. Năm 1750 truy phong.

### Tái Ngữ chi hệ
- 1838 - 1847: Nhất đẳng Phụ quốc Tướng quân Tái Ngữ (載鋙), con trai thứ sáu của Dịch Luân.
- 1847 - 1881: Phụ quốc Tướng quân Phổ Sâm (溥森), con trai duy nhất của Tái Ngữ.
- 1881: Phụng ân Tướng quân Dục Tồn (毓存), con trai thứ tư của Phổ Sâm.

### Tái Hạc chi hệ
- 1856 - 1884: Phụng ân Tướng quân Tái Hạc (載鶴), con trai thứ 12 của Dịch Luân.

### Tái Ái chi hệ
- 1856 - 1901: Phụng ân Tướng quân Tái Ái (載藹), con trai thứ 13 của Dịch Luân.
- 1902 - ?: Phụng ân Tướng quân Phổ Tuyền (溥泉), con trai thứ hai của Tái Ái.

## Phả hệ Lý Thân vương
- - Lý Thân vương
- - Hoàng đế

|  |  |  |  |                                                  |                                                  |                                                  |                                                  |                                                  |                                                  |  |  |  |  |  |  |                                                      |                                                      |                                                      |                                                      | Quá kế                                               |                                                      |  |  |  |  |  |  |                                                     |                                                     |                                                     |                                                     |                                                     |                                                     |  |  |  |  |  |  |  |  |  |  |  |  |  |  |  |  |  |  |  |  |
|  |  |  |  |                                                  |                                                  |                                                  |                                                  |                                                  |                                                  |  |  |  |  |  |  |                                                      |                                                      |                                                      |                                                      |                                                      |                                                      |  |  |  |  |  |  |                                                     |                                                     |                                                     |                                                     |                                                     |                                                     |  |  |  |  |  |  |  |  |  |  |  |  |  |  |  |  |  |  |  |  |
|  |  |  |  |                                                  |                                                  |                                                  |                                                  |                                                  |                                                  |  |  |  |  |  |  |                                                      |                                                      |                                                      |                                                      |                                                      |                                                      |  |  |  |  |  |  |                                                     |                                                     |                                                     |                                                     |                                                     |                                                     |  |  |  |  |  |  |  |  |  |  |  |  |  |  |  |  |  |  |  |  |
|  |  |  |  | Ung Chính Đế Dận Chân 1678 - 1735                | Ung Chính Đế Dận Chân 1678 - 1735                | Ung Chính Đế Dận Chân 1678 - 1735                | Ung Chính Đế Dận Chân 1678 - 1735                | Ung Chính Đế Dận Chân 1678 - 1735                | Ung Chính Đế Dận Chân 1678 - 1735                |  |  |  |  |  |  | Lý Ý Thân vương Doãn Đào 1685 - 1709 - 1763          | Lý Ý Thân vương Doãn Đào 1685 - 1709 - 1763          | Lý Ý Thân vương Doãn Đào 1685 - 1709 - 1763          | Lý Ý Thân vương Doãn Đào 1685 - 1709 - 1763          | Lý Ý Thân vương Doãn Đào 1685 - 1709 - 1763          | Lý Ý Thân vương Doãn Đào 1685 - 1709 - 1763          |  |  |  |  |  |  |                                                     |                                                     |                                                     |                                                     |                                                     |                                                     |  |  |  |  |  |  |  |  |  |  |  |  |  |  |  |  |  |  |  |  |
|  |  |  |  | Ung Chính Đế Dận Chân 1678 - 1735                | Ung Chính Đế Dận Chân 1678 - 1735                | Ung Chính Đế Dận Chân 1678 - 1735                | Ung Chính Đế Dận Chân 1678 - 1735                | Ung Chính Đế Dận Chân 1678 - 1735                | Ung Chính Đế Dận Chân 1678 - 1735                |  |  |  |  |  |  | Lý Ý Thân vương Doãn Đào 1685 - 1709 - 1763          | Lý Ý Thân vương Doãn Đào 1685 - 1709 - 1763          | Lý Ý Thân vương Doãn Đào 1685 - 1709 - 1763          | Lý Ý Thân vương Doãn Đào 1685 - 1709 - 1763          | Lý Ý Thân vương Doãn Đào 1685 - 1709 - 1763          | Lý Ý Thân vương Doãn Đào 1685 - 1709 - 1763          |  |  |  |  |  |  |                                                     |                                                     |                                                     |                                                     |                                                     |                                                     |  |  |  |  |  |  |  |  |  |  |  |  |  |  |  |  |  |  |  |  |
|  |  |  |  |                                                  |                                                  |                                                  |                                                  |                                                  |                                                  |  |  |  |  |  |  |                                                      |                                                      |                                                      |                                                      |                                                      |                                                      |  |  |  |  |  |  |                                                     |                                                     |                                                     |                                                     |                                                     |                                                     |  |  |  |  |  |  |  |  |  |  |  |  |  |  |  |  |  |  |  |  |
|  |  |  |  | Càn Long Đế Hoằng Lịch 1711 - 1799               | Càn Long Đế Hoằng Lịch 1711 - 1799               | Càn Long Đế Hoằng Lịch 1711 - 1799               | Càn Long Đế Hoằng Lịch 1711 - 1799               | Càn Long Đế Hoằng Lịch 1711 - 1799               | Càn Long Đế Hoằng Lịch 1711 - 1799               |  |  |  |  |  |  | Thế tử Hoằng Côn (弘昆) 1739 - 1750                  | Thế tử Hoằng Côn (弘昆) 1739 - 1750                  | Thế tử Hoằng Côn (弘昆) 1739 - 1750                  | Thế tử Hoằng Côn (弘昆) 1739 - 1750                  | Thế tử Hoằng Côn (弘昆) 1739 - 1750                  | Thế tử Hoằng Côn (弘昆) 1739 - 1750                  |  |  |  |  |  |  |                                                     |                                                     |                                                     |                                                     |                                                     |                                                     |  |  |  |  |  |  |  |  |  |  |  |  |  |  |  |  |  |  |  |  |
|  |  |  |  | Càn Long Đế Hoằng Lịch 1711 - 1799               | Càn Long Đế Hoằng Lịch 1711 - 1799               | Càn Long Đế Hoằng Lịch 1711 - 1799               | Càn Long Đế Hoằng Lịch 1711 - 1799               | Càn Long Đế Hoằng Lịch 1711 - 1799               | Càn Long Đế Hoằng Lịch 1711 - 1799               |  |  |  |  |  |  | Thế tử Hoằng Côn (弘昆) 1739 - 1750                  | Thế tử Hoằng Côn (弘昆) 1739 - 1750                  | Thế tử Hoằng Côn (弘昆) 1739 - 1750                  | Thế tử Hoằng Côn (弘昆) 1739 - 1750                  | Thế tử Hoằng Côn (弘昆) 1739 - 1750                  | Thế tử Hoằng Côn (弘昆) 1739 - 1750                  |  |  |  |  |  |  |                                                     |                                                     |                                                     |                                                     |                                                     |                                                     |  |  |  |  |  |  |  |  |  |  |  |  |  |  |  |  |  |  |  |  |
|  |  |  |  |                                                  |                                                  |                                                  |                                                  |                                                  |                                                  |  |  |  |  |  |  |                                                      |                                                      |                                                      |                                                      |                                                      |                                                      |  |  |  |  |  |  |                                                     |                                                     |                                                     |                                                     |                                                     |                                                     |  |  |  |  |  |  |  |  |  |  |  |  |  |  |  |  |  |  |  |  |
|  |  |  |  |                                                  |                                                  |                                                  |                                                  |                                                  |                                                  |  |  |  |  |  |  |                                                      |                                                      |                                                      |                                                      |                                                      |                                                      |  |  |  |  |  |  |                                                     |                                                     |                                                     |                                                     |                                                     |                                                     |  |  |  |  |  |  |  |  |  |  |  |  |  |  |  |  |  |  |  |  |
|  |  |  |  |                                                  |                                                  |                                                  |                                                  |                                                  |                                                  |  |  |  |  |  |  |                                                      |                                                      |                                                      |                                                      |                                                      |                                                      |  |  |  |  |  |  |                                                     |                                                     |                                                     |                                                     |                                                     |                                                     |  |  |  |  |  |  |  |  |  |  |  |  |  |  |  |  |  |  |  |  |
|  |  |  |  | Lý Đoan Thân vương Vĩnh Thành 1739 - 1763 - 1777 | Lý Đoan Thân vương Vĩnh Thành 1739 - 1763 - 1777 | Lý Đoan Thân vương Vĩnh Thành 1739 - 1763 - 1777 | Lý Đoan Thân vương Vĩnh Thành 1739 - 1763 - 1777 | Lý Đoan Thân vương Vĩnh Thành 1739 - 1763 - 1777 | Lý Đoan Thân vương Vĩnh Thành 1739 - 1763 - 1777 |  |  |  |  |  |  | Thành Triết Thân vương Vĩnh Tinh 1752 - 1823         | Thành Triết Thân vương Vĩnh Tinh 1752 - 1823         | Thành Triết Thân vương Vĩnh Tinh 1752 - 1823         | Thành Triết Thân vương Vĩnh Tinh 1752 - 1823         | Thành Triết Thân vương Vĩnh Tinh 1752 - 1823         | Thành Triết Thân vương Vĩnh Tinh 1752 - 1823         |  |  |  |  |  |  |                                                     |                                                     |                                                     |                                                     |                                                     |                                                     |  |  |  |  |  |  |  |  |  |  |  |  |  |  |  |  |  |  |  |  |
|  |  |  |  | Lý Đoan Thân vương Vĩnh Thành 1739 - 1763 - 1777 | Lý Đoan Thân vương Vĩnh Thành 1739 - 1763 - 1777 | Lý Đoan Thân vương Vĩnh Thành 1739 - 1763 - 1777 | Lý Đoan Thân vương Vĩnh Thành 1739 - 1763 - 1777 | Lý Đoan Thân vương Vĩnh Thành 1739 - 1763 - 1777 | Lý Đoan Thân vương Vĩnh Thành 1739 - 1763 - 1777 |  |  |  |  |  |  | Thành Triết Thân vương Vĩnh Tinh 1752 - 1823         | Thành Triết Thân vương Vĩnh Tinh 1752 - 1823         | Thành Triết Thân vương Vĩnh Tinh 1752 - 1823         | Thành Triết Thân vương Vĩnh Tinh 1752 - 1823         | Thành Triết Thân vương Vĩnh Tinh 1752 - 1823         | Thành Triết Thân vương Vĩnh Tinh 1752 - 1823         |  |  |  |  |  |  |                                                     |                                                     |                                                     |                                                     |                                                     |                                                     |  |  |  |  |  |  |  |  |  |  |  |  |  |  |  |  |  |  |  |  |
|  |  |  |  | Lý Quận vương Miên Huệ 1764 - 1777 - 1796        | Lý Quận vương Miên Huệ 1764 - 1777 - 1796        | Lý Quận vương Miên Huệ 1764 - 1777 - 1796        | Lý Quận vương Miên Huệ 1764 - 1777 - 1796        | Lý Quận vương Miên Huệ 1764 - 1777 - 1796        | Lý Quận vương Miên Huệ 1764 - 1777 - 1796        |  |  |  |  |  |  | Thành Quận vương Miên Cần 1768 - 1820                | Thành Quận vương Miên Cần 1768 - 1820                | Thành Quận vương Miên Cần 1768 - 1820                | Thành Quận vương Miên Cần 1768 - 1820                | Thành Quận vương Miên Cần 1768 - 1820                | Thành Quận vương Miên Cần 1768 - 1820                |  |  |  |  |  |  |                                                     |                                                     |                                                     |                                                     |                                                     |                                                     |  |  |  |  |  |  |  |  |  |  |  |  |  |  |  |  |  |  |  |  |
|  |  |  |  | Lý Quận vương Miên Huệ 1764 - 1777 - 1796        | Lý Quận vương Miên Huệ 1764 - 1777 - 1796        | Lý Quận vương Miên Huệ 1764 - 1777 - 1796        | Lý Quận vương Miên Huệ 1764 - 1777 - 1796        | Lý Quận vương Miên Huệ 1764 - 1777 - 1796        | Lý Quận vương Miên Huệ 1764 - 1777 - 1796        |  |  |  |  |  |  | Thành Quận vương Miên Cần 1768 - 1820                | Thành Quận vương Miên Cần 1768 - 1820                | Thành Quận vương Miên Cần 1768 - 1820                | Thành Quận vương Miên Cần 1768 - 1820                | Thành Quận vương Miên Cần 1768 - 1820                | Thành Quận vương Miên Cần 1768 - 1820                |  |  |  |  |  |  |                                                     |                                                     |                                                     |                                                     |                                                     |                                                     |  |  |  |  |  |  |  |  |  |  |  |  |  |  |  |  |  |  |  |  |
|  |  |  |  |                                                  |                                                  |                                                  |                                                  |                                                  |                                                  |  |  |  |  |  |  |                                                      |                                                      |                                                      |                                                      |                                                      |                                                      |  |  |  |  |  |  |                                                     |                                                     |                                                     |                                                     |                                                     |                                                     |  |  |  |  |  |  |  |  |  |  |  |  |  |  |  |  |  |  |  |  |
|  |  |  |  |                                                  |                                                  |                                                  |                                                  |                                                  |                                                  |  |  |  |  |  |  | Bối lặc Dịch Luân 1790 - 1796 - 1836                 |                                                      |                                                      |                                                      |                                                      |                                                      |  |  |  |  |  |  |                                                     |                                                     |                                                     |                                                     |                                                     |                                                     |  |  |  |  |  |  |  |  |  |  |  |  |  |  |  |  |  |  |  |  |
|  |  |  |  |                                                  |                                                  |                                                  |                                                  |                                                  |                                                  |  |  |  |  |  |  |                                                      |                                                      |                                                      |                                                      |                                                      |                                                      |  |  |  |  |  |  |                                                     |                                                     |                                                     |                                                     |                                                     |                                                     |  |  |  |  |  |  |  |  |  |  |  |  |  |  |  |  |  |  |  |  |
|  |  |  |  |                                                  |                                                  |                                                  |                                                  |                                                  |                                                  |  |  |  |  |  |  |                                                      |                                                      |                                                      |                                                      |                                                      |                                                      |  |  |  |  |  |  |                                                     |                                                     |                                                     |                                                     |                                                     |                                                     |  |  |  |  |  |  |  |  |  |  |  |  |  |  |  |  |  |  |  |  |
|  |  |  |  | Phụng ân Trấn quốc công Tái Cương 1823 - 1881    | Phụng ân Trấn quốc công Tái Cương 1823 - 1881    | Phụng ân Trấn quốc công Tái Cương 1823 - 1881    | Phụng ân Trấn quốc công Tái Cương 1823 - 1881    | Phụng ân Trấn quốc công Tái Cương 1823 - 1881    | Phụng ân Trấn quốc công Tái Cương 1823 - 1881    |  |  |  |  |  |  | Bối tử Tái Phần 1825 - 1836 - 1853                   | Bối tử Tái Phần 1825 - 1836 - 1853                   | Bối tử Tái Phần 1825 - 1836 - 1853                   | Bối tử Tái Phần 1825 - 1836 - 1853                   | Bối tử Tái Phần 1825 - 1836 - 1853                   | Bối tử Tái Phần 1825 - 1836 - 1853                   |  |  |  |  |  |  | Phụng ân Tướng quân Tái Hạc (載鶴) 1833 - 1884      | Phụng ân Tướng quân Tái Hạc (載鶴) 1833 - 1884      | Phụng ân Tướng quân Tái Hạc (載鶴) 1833 - 1884      | Phụng ân Tướng quân Tái Hạc (載鶴) 1833 - 1884      | Phụng ân Tướng quân Tái Hạc (載鶴) 1833 - 1884      | Phụng ân Tướng quân Tái Hạc (載鶴) 1833 - 1884      |  |  |  |  |  |  |  |  |  |  |  |  |  |  |  |  |  |  |  |  |
|  |  |  |  | Phụng ân Trấn quốc công Tái Cương 1823 - 1881    | Phụng ân Trấn quốc công Tái Cương 1823 - 1881    | Phụng ân Trấn quốc công Tái Cương 1823 - 1881    | Phụng ân Trấn quốc công Tái Cương 1823 - 1881    | Phụng ân Trấn quốc công Tái Cương 1823 - 1881    | Phụng ân Trấn quốc công Tái Cương 1823 - 1881    |  |  |  |  |  |  | Bối tử Tái Phần 1825 - 1836 - 1853                   | Bối tử Tái Phần 1825 - 1836 - 1853                   | Bối tử Tái Phần 1825 - 1836 - 1853                   | Bối tử Tái Phần 1825 - 1836 - 1853                   | Bối tử Tái Phần 1825 - 1836 - 1853                   | Bối tử Tái Phần 1825 - 1836 - 1853                   |  |  |  |  |  |  | Phụng ân Tướng quân Tái Hạc (載鶴) 1833 - 1884      | Phụng ân Tướng quân Tái Hạc (載鶴) 1833 - 1884      | Phụng ân Tướng quân Tái Hạc (載鶴) 1833 - 1884      | Phụng ân Tướng quân Tái Hạc (載鶴) 1833 - 1884      | Phụng ân Tướng quân Tái Hạc (載鶴) 1833 - 1884      | Phụng ân Tướng quân Tái Hạc (載鶴) 1833 - 1884      |  |  |  |  |  |  |  |  |  |  |  |  |  |  |  |  |  |  |  |  |
|  |  |  |  |                                                  |                                                  |                                                  |                                                  |                                                  |                                                  |  |  |  |  |  |  |                                                      |                                                      |                                                      |                                                      |                                                      |                                                      |  |  |  |  |  |  |                                                     |                                                     |                                                     |                                                     |                                                     |                                                     |  |  |  |  |  |  |  |  |  |  |  |  |  |  |  |  |  |  |  |  |
|  |  |  |  |                                                  |                                                  |                                                  |                                                  |                                                  |                                                  |  |  |  |  |  |  | Phụng ân Trấn quốc công Phổ Mậu 1850 - 1854 - 1882   | Phụng ân Trấn quốc công Phổ Mậu 1850 - 1854 - 1882   | Phụng ân Trấn quốc công Phổ Mậu 1850 - 1854 - 1882   | Phụng ân Trấn quốc công Phổ Mậu 1850 - 1854 - 1882   | Phụng ân Trấn quốc công Phổ Mậu 1850 - 1854 - 1882   | Phụng ân Trấn quốc công Phổ Mậu 1850 - 1854 - 1882   |  |  |  |  |  |  | Phụng ân Trấn quốc công Phổ Thực 1882 - 1885 - 1936 | Phụng ân Trấn quốc công Phổ Thực 1882 - 1885 - 1936 | Phụng ân Trấn quốc công Phổ Thực 1882 - 1885 - 1936 | Phụng ân Trấn quốc công Phổ Thực 1882 - 1885 - 1936 | Phụng ân Trấn quốc công Phổ Thực 1882 - 1885 - 1936 | Phụng ân Trấn quốc công Phổ Thực 1882 - 1885 - 1936 |  |  |  |  |  |  |  |  |  |  |  |  |  |  |  |  |  |  |  |  |
|  |  |  |  |                                                  |                                                  |                                                  |                                                  |                                                  |                                                  |  |  |  |  |  |  | Phụng ân Trấn quốc công Phổ Mậu 1850 - 1854 - 1882   | Phụng ân Trấn quốc công Phổ Mậu 1850 - 1854 - 1882   | Phụng ân Trấn quốc công Phổ Mậu 1850 - 1854 - 1882   | Phụng ân Trấn quốc công Phổ Mậu 1850 - 1854 - 1882   | Phụng ân Trấn quốc công Phổ Mậu 1850 - 1854 - 1882   | Phụng ân Trấn quốc công Phổ Mậu 1850 - 1854 - 1882   |  |  |  |  |  |  | Phụng ân Trấn quốc công Phổ Thực 1882 - 1885 - 1936 | Phụng ân Trấn quốc công Phổ Thực 1882 - 1885 - 1936 | Phụng ân Trấn quốc công Phổ Thực 1882 - 1885 - 1936 | Phụng ân Trấn quốc công Phổ Thực 1882 - 1885 - 1936 | Phụng ân Trấn quốc công Phổ Thực 1882 - 1885 - 1936 | Phụng ân Trấn quốc công Phổ Thực 1882 - 1885 - 1936 |  |  |  |  |  |  |  |  |  |  |  |  |  |  |  |  |  |  |  |  |
|  |  |  |  |                                                  |                                                  |                                                  |                                                  |                                                  |                                                  |  |  |  |  |  |  | Phụng ân Trấn quốc công Dục Xương 1878 - 1882 - 1885 | Phụng ân Trấn quốc công Dục Xương 1878 - 1882 - 1885 | Phụng ân Trấn quốc công Dục Xương 1878 - 1882 - 1885 | Phụng ân Trấn quốc công Dục Xương 1878 - 1882 - 1885 | Phụng ân Trấn quốc công Dục Xương 1878 - 1882 - 1885 | Phụng ân Trấn quốc công Dục Xương 1878 - 1882 - 1885 |  |  |  |  |  |  | Dục Quân (毓鈞) 1902 - ?                            | Dục Quân (毓鈞) 1902 - ?                            | Dục Quân (毓鈞) 1902 - ?                            | Dục Quân (毓鈞) 1902 - ?                            | Dục Quân (毓鈞) 1902 - ?                            | Dục Quân (毓鈞) 1902 - ?                            |  |  |  |  |  |  |  |  |  |  |  |  |  |  |  |  |  |  |  |  |
|  |  |  |  |                                                  |                                                  |                                                  |                                                  |                                                  |                                                  |  |  |  |  |  |  | Phụng ân Trấn quốc công Dục Xương 1878 - 1882 - 1885 | Phụng ân Trấn quốc công Dục Xương 1878 - 1882 - 1885 | Phụng ân Trấn quốc công Dục Xương 1878 - 1882 - 1885 | Phụng ân Trấn quốc công Dục Xương 1878 - 1882 - 1885 | Phụng ân Trấn quốc công Dục Xương 1878 - 1882 - 1885 | Phụng ân Trấn quốc công Dục Xương 1878 - 1882 - 1885 |  |  |  |  |  |  | Dục Quân (毓鈞) 1902 - ?                            | Dục Quân (毓鈞) 1902 - ?                            | Dục Quân (毓鈞) 1902 - ?                            | Dục Quân (毓鈞) 1902 - ?                            | Dục Quân (毓鈞) 1902 - ?                            | Dục Quân (毓鈞) 1902 - ?                            |  |  |  |  |  |  |  |  |  |  |  |  |  |  |  |  |  |  |  |  |
|  |  |  |  |                                                  |                                                  |                                                  |                                                  |                                                  |                                                  |  |  |  |  |  |  |                                                      |                                                      |                                                      |                                                      |                                                      |                                                      |  |  |  |  |  |  | Hằng Bồi (恆培) 1928 - ?                            |                                                     |                                                     |                                                     |                                                     |                                                     |  |  |  |  |  |  |  |  |  |  |  |  |  |  |  |  |  |  |  |  |